# 彼得羅巴甫利夫斯凱 (扎波羅熱區)
48°3′10″N 35°46′17″E / 48.05278°N 35.77139°E
彼得羅巴甫利夫斯凱（烏克蘭語：Петропавлівське）是位於烏克蘭東南部的村莊，由扎波羅熱州扎波羅熱区的新米科拉伊夫卡市鎮負責管轄。該村距離博胡尼夫卡1公里、杜德尼科韋和新伊萬基夫卡2公里，面積7.81平方公里，海拔高度138米，2001年人口97。